# Polverigi
Polverigi település Olaszországban, Marche régióban, Ancona megyében. Lakosainak száma 4582 fő (2023. január 1.). Polverigi Agugliano, Ancona, Jesi, Offagna, Osimo és Santa Maria Nuova községekkel határos.

## Népesség
A település lakossága az elmúlt években az alábbi módon változott:
| Lakosok száma | 4590 | 4565 | 4582 |
|               | 2017 | 2018 | 2023 |